# アレクサンドル・ベンケンドルフ (外交官)

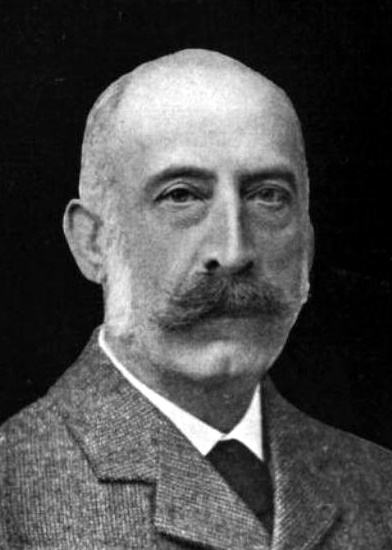
アレクサンドル・コンスタンチーノヴィチ・ベンケンドルフ伯爵

アレクサンドル・コンスタンチーノヴィチ・ベンケンドルフ伯爵（露: Александр Константинович Бенкендорф、アレクサンダー・フィリップ・コンスタンティン・ルートヴィヒ・フォン・ベンケンドルフ; 独: Graf Alexander Philipp Konstantin Ludwig von Benckendorff、1849年8月1日 - 1917年1月11日）は、帝政ロシアの貴族、外交官。日露戦争と第一次世界大戦時に駐イギリス大使を務めた。

## 生涯
コーカサス戦争に参戦したコンスタンチンとルイーゼ・フォン・クロイ公女の長男として生まれた。弟のパーヴェルはニコライ2世の侍従長を務め、母方を通じてオーストリアのテシェン大公に嫁いだイザベラ大公妃とは再従兄弟に当たる。フランスとドイツで教育を受けた後、1869年にロシア外務省に入省し、フィレンツェやローマ駐在公館の書記官として勤務した。1871年、宮廷の侍従となり、1876年には外交官を辞めてタンボフ州のソスノフカにある領地を管理した。その間、義弟のパーヴェル・シュヴァーロフ伯爵が設立した王党派の秘密サークルに加入している。
1883年、宮廷儀典長に昇進したが、1886年に外交任務に復帰。オーストリア駐在大使館の参事官となった。1897年、駐デンマーク大使に任命。デンマーク駐在時は、ロシア・デンマーク・イギリス王室の姻戚関係により、3カ国の王族が時々コペンハーゲンで会合したため、ヨーロッパの政治動向を観察できる機会を得た。この時の経験に基づいてベンケンドルフは、イギリスとの和解に関する信念を固めた。
1903年、駐イギリス大使に転じて死去するまで在任した。親英派としてベンケンドルフは対英接近を支持し、日露戦争中のドッガーバンク事件に対する収拾や英露協商が妥結する過程で重要な役割を果たした。1907年に成立した英露協商は、近東と小アジアで続いてきたグレート・ゲームを終息させる一方、露仏同盟及び英仏協商と共に三国協商の一軸を形成するに至った。また、ベンケンドルフは第二回万国平和会議の軍縮議題を正式に提案しており、バルカン戦争の戦後処理を交渉したロンドン会議でも主導的に臨み、ニコライ2世から称えられた。第一次世界大戦中、ロシアと西方連合国の間の交渉を扱い、1915年にはイタリアの参戦を確約した秘密協定に署名している。
1917年、インフルエンザにより死去。カトリック教徒だったベンケンドルフの遺体は、毎週礼拝を行ったロンドンのウェストミンスター大聖堂に葬られた。ベンケンドルフの死去から2カ月後、ロシア革命が起こりロマノフ朝は崩壊した。

## 子女

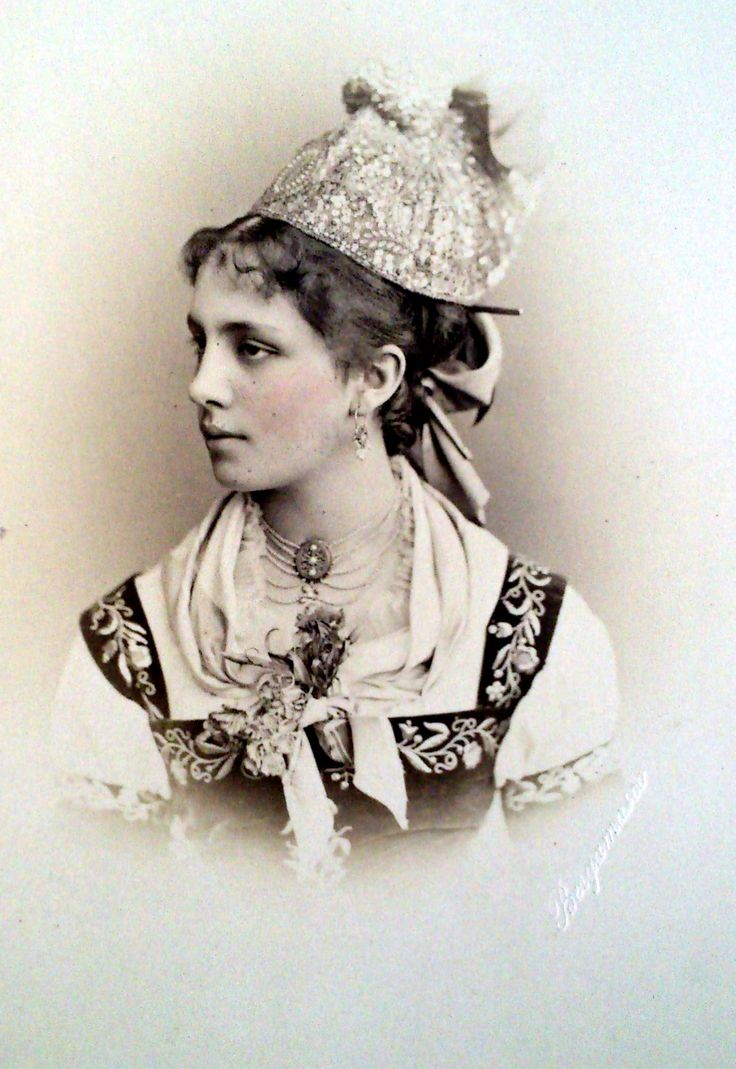
妻のソフィー・シュヴァロヴァ

1879年10月16日、サンクトペテルブルクでソフィー・ペトロヴナ・シュヴァロヴァ（Sophie Petrovna Shuvalova、1857–1928）と結婚し、2男1女を儲けた。
- コンスタンチン・アレクサンドロヴィチ（1880–1959） - 海軍軍人、日露戦争と第一次世界大戦に参戦。マリア・コルチンスカと結婚
- ピョートル・アレクサンドロヴィチ（1882–1915） - 陸軍軍人・騎兵将校、第一次世界大戦中に東プロイセンで戦死。エレナ・ナルイシキナと結婚
- ナタリー・ルイーゼ（1886–1968） - ジャスパー・ニコラス・リドレー卿と結婚

長男のコンスタンチンは、ロシア革命後にソ連海軍で服務してからハープ演奏家のマリア・コルチンスカと結婚し、1924年に母親と妹が住んでいるイギリスへ移住した。娘のナタリーは、イギリスの内務大臣を務めたマシュー・ホワイト・リドレー子爵の次男であるジャスパーと結婚し、5人の子供を儲けた。ナタリーの息子であり、ベンケンドルフの外孫に当たるジャスパー・モーリス・リドレー（Jasper Maurice Ridley、1913–1943）は、ハーバート・ヘンリー・アスキス首相の孫娘であるヘレン・ローラ・クレシダ・ボナム＝カーター（Helen Laura Cressida Bonham-Carter、1917–1998）と結婚している。